# Радзивилл, Кароль Николай
Князь Кароль Николай Радзивилл (5 декабря 1886 — 24 октября 1968, Варшава) — польский аристократ, последний (13-й) давид-городокский ординат (1920—1939).

## Биография
Представитель польского княжеского рода Радзивиллов герба «Трубы». Младший (второй) сын князя Георга Фридриха Вильгельма Радзивилла (1860—1914), 15-го ордината Несвижского и 12-го ордината клецкого, графини Марии Розы Браницкой (1863—1941), дочь графа Владислава Михаила Браницкого. Старший брат — князь Антоний Альбрехт Вильгельм Рафаил Николай Радзивилл (1885—1935), 16-й ординат Несвижский и 13-й ординат Клецкий.
Окончил классическую гимназию в Варшаве, изучал сельское хозяйство в Ягеллонском Университете. В 1914 году поступил на службу в российскую армию. С 1916 года — командир эскадрона Пулавского легиона, позднее служил в 1-м Креховицком уланском полку. Был адъютантом генерала Юзефа Доббор-Мусницкого. С 18 ноября 1918 года — поручик и командир эскадрона 12-го Подольского уланского полка. В 1919—1920 годах воевал на Украине, затем поступил в резерв в чине ротмистра.
В 1920 году после смерти своего родного дяди Станислава Вильгельма Радзивилла (1880—1920), 12-го ордината давид-городокского (1904—1920), Кароль Николай Радзивилл унаследовал ординацию на Давид-Городке.
Был владельцем около 155 тысяч га земли, на которых организовал образцовые охотничьи угодья. Проживал в Маньковичах, где нашли убежище многие из старых боевых товарищей, устраивал там праздники в честь 12-го уланского полка.
В 1939 году в начале Второй Мировой войны Кароль Николай Радзивилл был мобилизован в кавалерию в Лукове, затем в эскадроне защиты Генерального штаба был в Бресте, потом в Полесье. Был взят в плен под Коцком, но смог бежать. Он смог получил итальянскую визу и уехал в Италию, а оттуда перебрался во Францию. Там он вступил в Войско Польское. После разгрома его отряда во Франции уехал в Лондон, где продолжил служить в Войске Польском. С сентября 1944 года — инспектор по делам управления войска. В 1947 году Кароль Радзивилл эмигрировал в ЮАР, где руководил фирмой, занимавшейся мясом птицы. В 1964 году польский дивизионный генерал Андерс назначил его майором. В 1967 году вместе с женой Изабеллой Радзивилл вернулся на родину.
Скончался 24 октября 1968 года в Варшаве. Похоронен в семейной усыпальнице на кладбище в Вилянуве.

## Награды и ордена
- Крест Храбрых (1921)
- Крест Независимости
- Медаль «Участнику войны. 1918—1921»
- Медаль войны 1939—1945

Кавалер чести и справедливости Мальтийского ордена, Кавалер Большого креста справедливости и великий приор Польского Ордена Святого Лазаря.

## Семья и дети
9 июня 1910 года в Кракове женился на своей кузине, княжне Изабелле Радзивилл (30 августа 1888 — 21 февраля 1968), дочери князя Доминика Марии Игнацы Радзивилла (1852—1938) и Долорес Марии Франциски де Аграмонте (1854—1920). Их дети:
- Княжна Изабелла Роза Габриэла Радзивилл (4 января 1915, Несвиж — 11 сентября 1996, Варшава), муж с 1934 года двоюродный брат, князь Эдмунд Фердинанд Радзивилл (1906—1971), сын князя Януша Францишека Ксаверия Радзивилла (1880—1967), 13-го ордината Олыцкого, и Анны Любомирской (1882—1947).